# Nguyễn Hồng Sơn (thiếu tướng)
Nguyễn Hồng Sơn (sinh năm 1962) là thầy thuốc nhân dân, tiến sĩ y khoa, nhạc sĩ Việt Nam. Ông là Thiếu tướng Quân đội nhân dân Việt Nam, giữ chức vụ Giám đốc Bệnh viện Quân y 175 giai đoạn 2012-2022.  

## Tiểu sử
Nguyễn Hồng Sơn sinh năm 1962 tại Hải Phòng. Ông nhập ngũ năm 1979, tốt nghiệp Học viện Quân y năm 1985, sau đó, ông về công tác tại Khoa Hồi sức Bệnh viện Quân y 175. Năm 1989, ông tốt nghiệp chuyên khoa I - Gây mê Hồi sức Khóa I Đại học Y Dược Thành phố Hồ Chí Minh; bảo vệ Luận án Tiến sĩ Y khoa năm 1996 tại Học viện Quân y; trở thành Phó Giáo sư năm 2011. Ông được phong quân hàm Thiếu tướng và làm Giám đốc Bệnh viện Quân y 175 giai đoạn 2012-2022.
Ngoài công việc chính là thầy thuốc chữa bệnh cứu người, Nguyễn Hồng Sơn còn là nhạc sĩ, ca sĩ. Ông là hội viên Hội Nhạc sĩ Việt Nam.
Sau khi thôi chức vụ Giám đốc Bệnh viện Quân y 175 vào năm 2022, ông giữ chức vụ Phó Chủ tịch Hội đồng chuyên môn Miền Nam, Ban bảo vệ sức khỏe cán bộ Trung ương.
Ông đã được tặng thưởng Huân chương Lao động hạng Nhất; danh hiệu Thầy thuốc nhân dân (2017) và Huy hiệu 40 năm tuổi Đảng.

## Sự nghiệp

### Sự nghiệp thầy thuốc
Nguyễn Hồng Sơn đã có bề dày cống hiến, học tập và rèn luyện với tư cách là một bác sĩ, một nhà điều hành và là một người thầy của nhiều thế hệ bác sĩ khi ông tham gia giảng dạy y học từ năm 1986. Từ năm 1996, ông là giảng viên kiêm nhiệm của Học viện Quân y, Đại học Y Dược Thành phố Hồ Chí Minh và Đại học Y khoa Phạm Ngọc Thạch. Tại Bệnh viện Quân y 175, Nguyễn Hồng Sơn có nhiều đóng góp quan trọng cho công tác giáo dục, đào tạo, nghiên cứu khoa học và sự phát triển của bệnh viện trong suốt hơn 37 năm công tác và làm quản lý tại đây.
Trong 10 năm làm Giám đốc, ông đã có những đóng góp vào sự lớn mạnh của Bệnh viện Quân y 175 nói riêng và ngành y tế nói chung. Đến nay, Bệnh viện Quân y 175 đã có một hệ thống cơ sở hạ tầng cùng trang thiết bị hiện đại, một hệ thống dịch vụ khám chữa bệnh chất lượng và đặc biệt là trình độ, năng lực chuyên môn, ngoại ngữ của các thế hệ thầy thuốc ngày càng được nâng cao. Ông cũng đã có những đóng góp quan trọng trong phát triển y tế biển, đảo và tham gia tích cực vào sự nghiệp gìn giữ hòa bình thế giới.
Vào năm 2020, trong thời gian ông làm Giám đốc, Bệnh viện Quân y 175 đã được Nhà nước trao tặng danh hiệu ''Anh hùng lực lượng vũ trang''.

### Sự nghiệp âm nhạc
Ngay từ thời đi học, Nguyễn Hồng Sơn đã nổi tiếng với biệt danh "Sơn trống" bởi ông được cho là một tay chơi trống sành điệu. Quá trình hoạt động trong ngành y cũng là quá trình Nguyễn Hồng Sơn sáng tác âm nhạc, đem tới cho công chúng nhiều tác phẩm giá trị.
Ông từng cho ra đời 4 CD gồm: Vẫn mãi màu áo trắng (2005), Giữa trùng khơi sóng (với nhạc sĩ Quỳnh Hợp - 2011), Tổ quốc nhìn từ biển (với nhạc sĩ Quỳnh Hợp - 2013), Sức sống Trường Sa (2015). Có rất nhiều ca sỹ đã từng hát nhạc của ông, cả những cố nghệ sỹ như Ngọc Tân, Quang Lý.
| “                                              | Bố mẹ đã trao cho cuộc sống để làm người, Tổ quốc đã trao cho màu áo xanh để làm nhiệm vụ bảo vệ non sông đất nước, cuộc đời đã trao cho màu áo trắng để làm nhiệm vụ người lương y và khả năng chuyển hóa những chất liệu của cuộc sống thành những cung bậc cảm xúc để dâng hiến cho đời... Bởi vậy việc viết ca khúc đối với tôi không chỉ còn là cảm xúc, sở thích mà đôi khi còn là trách nhiệm. Trách nhiệm của người lính, người thầy thuốc, người thầy giáo, người quản lý... và giản đơn nhất là trách nhiệm chia sẻ giữa con người với con người... Đôi khi tôi thầm cảm ơn những may mắn và ưu ái mà cuộc đời đã dành cho tôi. | ” |
| — Thiếu tướng, bác sĩ, nhạc sĩ Nguyễn Hồng Sơn | |   |

Trong sáng tác của Nguyễn Hồng Sơn, Trường Sa có một vị trí đặc biệt. Đó là các ca khúc "Sinh ra ở Trường Sa", "Sức sống Trường Sa", "Phút lặng im trên biển"... Ông là khách mời trong chương trình Quán Thanh xuân số 4 của VTV với chủ đề “Ngày mai anh lên đường”.
Trong suốt thời gian công tác, ông đã sáng tác được hơn 50 ca khúc. Trong số đó nhiều ca khúc đã đoạt các giải thưởng của Hội Nhạc sĩ Việt Nam, các hội diễn của Bộ, ngành như: Màu áo anh mang, Áo trắng áo xanh đoạt Huy chương vàng Hội diễn toàn quân năm 1981; Trò chuyện với dòng sông đoạt Huy chương vàng Hội diễn Lực lượng vũ trang - Sinh viên Thành phố Hồ Chí Minh năm 2012; Rock đồng hồ cát đoạt Giải thưởng Hội Nhạc sĩ Việt Nam năm 2015; Có những tuổi 20 như thế đoạt Giải thưởng Hội Nhạc sĩ Việt Nam năm 2016; Huệ đỏ đoạt Giải thưởng Hội Nhạc sĩ Việt Nam năm 2017; Sức sống Trường Sa đoạt Giải thưởng Bộ Quốc phòng năm 2019; Tháng năm rực rỡ đoạt Giải thưởng Hội Nhạc sĩ Việt Nam 2021; Âm thanh giọng nói đoạt Giải thưởng Hội Nhạc sĩ Việt Nam 2023…
Gây quỹ cho Trường Sa từ những album nhạc
Album nhạc "Sức sống Trường Sa" và đêm nhạc Nguyễn Hồng Sơn "Xanh trong trắng" đã góp phần gây quỹ trên 4 tỉ đồng hỗ trợ y tế cho Trường Sa và xây dựng Trung tâm Y tế thị trấn Trường Sa. Tác quyền các ca khúc do ông sáng tác cũng được đưa vào quỹ học bổng cho các em Nguyễn Ngọc Trường Xuân và Thái Bình Hải Thùy, hai công dân đặc biệt sinh ra ở Trường Sa, để giúp các em học tập và thực hiện ước mơ của mình.

## Vinh danh
- Thầy thuốc nhân dân (2017)
- Huân chương Lao động hạng Nhất (2020)
- Huy hiệu 40 năm tuổi Đảng (2023)

### Giải thưởng âm nhạc
- Màu áo anh mang, Áo trắng áo xanh đoạt HCV Hội diễn toàn quân 1981;
- Trò chuyện với dòng sông đoạt HCV Hội diễn Lực lượng vũ trang - Sinh viên TPHCM 2012;
- Rock đồng hồ cát đoạt Giải thưởng Hội Nhạc sĩ Việt Nam năm 2015;
- Có những tuổi 20 như thế đoạt Giải thưởng Hội Nhạc sĩ Việt Nam năm 2016;
- Huệ đỏ đoạt Giải thưởng Hội Nhạc sĩ Việt Nam năm 2017;
- Sức sống Trường Sa đoạt Giải thưởng Bộ Quốc phòng năm 2019;
- Tháng năm rực rỡ đoạt Giải thưởng Hội Nhạc sĩ Việt Nam 2021;
- Âm thanh giọng nói đoạt Giải thưởng Hội Nhạc sĩ Việt Nam 2023